# Gerd Härtig
Gerd Härtig (* 2. Mai 1969 in Burgstädt) ist ein deutscher Politiker (Freie Wähler) und seit 1. April 2022 Oberbürgermeister von Limbach-Oberfrohna in Sachsen.

## Werdegang
Gerd Härtig ist Diplom-Ingenieur der Elektrotechnik und arbeitete jahrelang im Vertrieb. Er ist verheiratet und hat zwei Kinder.
2021 wurde er von den Freien Wählern Limbach-Oberfrohna als Oberbürgermeisterkandidat für Limbach-Oberfrohna aufgestellt. Er saß zuvor seit 2014 im Stadtrat und war seit 2015 Fraktionsvorsitzender. Bei der Wahl im Februar 2022 wurde er mit 71,3 % der Stimmen zum neuen Oberbürgermeister gewählt. Ursprünglich sollte die Wahl erst im Juni 2022 stattfinden. Aufgrund des Todes des vorherigen Amtsinhabers Jesko Vogel musste die Wahl jedoch vorverlegt werden.